# Puente Genil
Puente Genil er en by og kommune i det sydlige Spanien i provinsen Córdoba. Den har et indbyggertal på 29.844 (2024) indbyggere.